# サン＝ジュアン＝ド＝マルヌ
サン＝ジュアン＝ド＝マルヌ （Saint-Jouin-de-Marnes）は、フランス、ヌーヴェル＝アキテーヌ地域圏、ドゥー＝セーヴル県のコミューン。

## 地理
県北東部にあり、ヴィエンヌ県と接している。

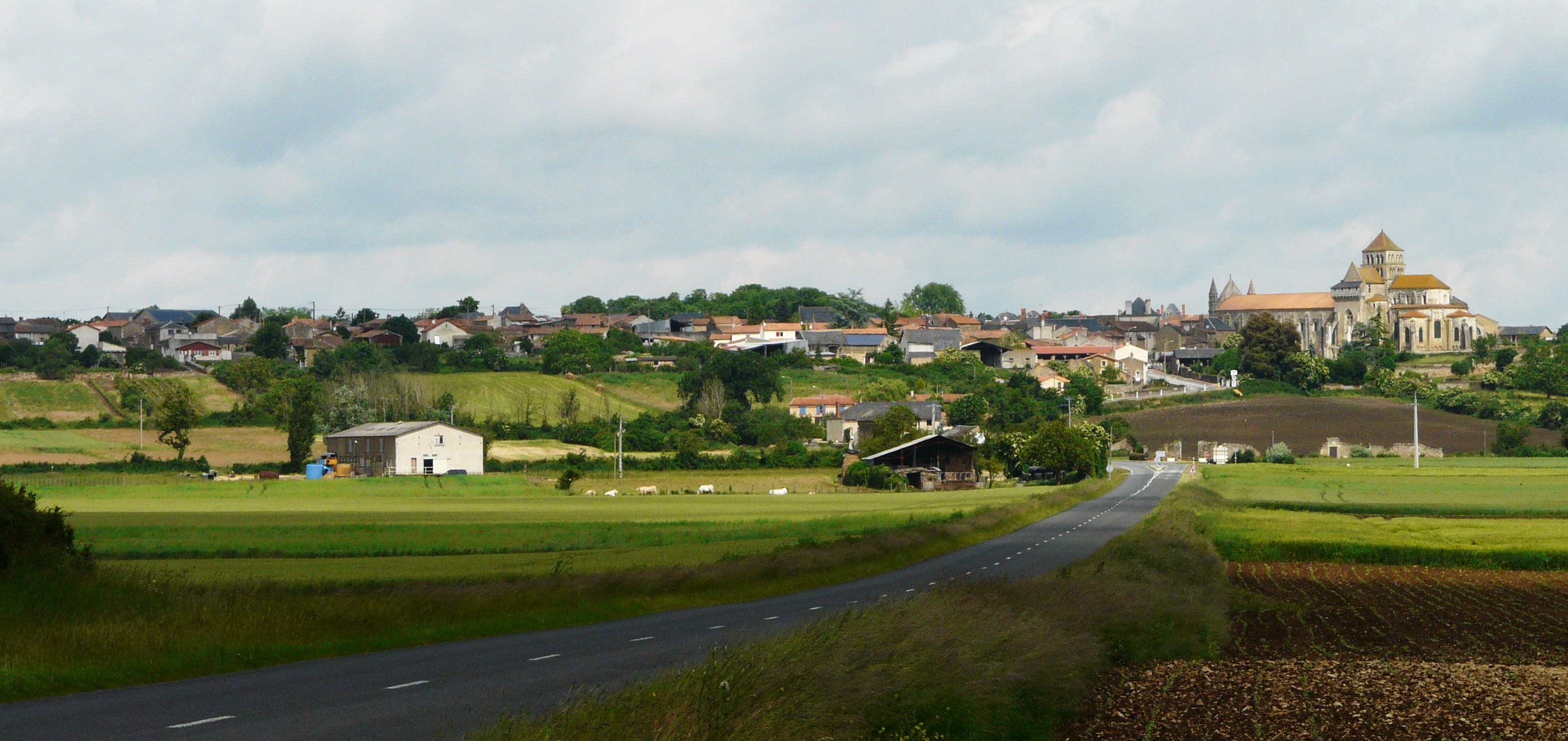
全体の眺め

直線距離では、町はエルヴォーの9km北東、トゥアールの南東16kmにある。町では県道37号線、46号線、64号線、147号線が交差している。

## 由来
サン＝ジュアン＝ド＝マルヌの古名はEnsionであり、以下のようにつづられた。Ansion、Hension、Enixio、Ansio、Enessioである。町の名は976年のジョフロワ1世・ダンジューの憲章において、サン・ジュアン・ド・リュド教会の名を復元するものとされた。

## 人口統計
| 1962年 | 1968年 | 1975年 | 1982年 | 1990年 | 1999年 | 2008年 | 2013年 |
| ------ | ------ | ------ | ------ | ------ | ------ | ------ | ------ |
| 873    | 769    | 747    | 698    | 658    | 562    | 600    | 584    |

参照元:1962年から1999年までは複数コミューンに住所登録をする者の重複分を除いたもの。それ以降は当該コミューンの人口統計によるもの。1999年までEHESS/Cassini、2004年以降INSEE。